# 井上蘭台
井上 蘭台（いのうえ らんだい、宝永2年1月1日（1705年1月25日） - 宝暦11年11月27日（1761年12月22日））は、江戸時代中期の儒学者、戯作者である。備前岡山藩に仕える。江戸生れ。
名を通煕、字は子叔もしくは叔。子字に鍋助、縫殿、さらに嘉膳とした。通称も嘉膳。最初、璠菴、玩菴と号し、のちに蘭台とするが、本多忠統侯がこの号を用いたことに配慮して図南と号するようになる。忠統侯が歿すると蘭台の号に復した。また戯作のときは玩世教主と称した。

## 生涯
幕府侍医 井上玄存の三男として江戸本郷（現 東京都文京区）に生まれる。
蘭台は21歳のとき、信州鬼越村の天野曾原に入門したが一年で辞して23歳で昌平黌に入学。林鳳岡の弟子となっている。25歳で林家員長に任ぜられ、命じられて『馴象俗談』を著している。36歳で備前岡山の文学として招聘され、数年後に侍講となった。終生のほとんどを江戸で過ごしたが、44歳の時に朝鮮通信使一行が岡山を通過するに際して地元で7ヶ月間滞在し、通信使の接遇などをして活躍した。俸禄200石、物頭に出世している。56歳、築地の自邸（現 東京都中央区築地一丁目付近）にて歿する。法号 自然居士。墓は目白落合村の泰雲寺にあったが移葬され現在は谷中霊園（台東区谷中1丁目）にある。同門の秋山玉山が死を悼み漢詩を捧げている。
高弟の井上金峨が伝えるところ、蘭台は食事の前にまず一笑いすることを日課としていた。ときに周りの一座の笑いが止まらないほどになることもあったようである。蘭台の快活な人柄を伝える逸話であるが、反面、生涯にわたり女性を遠ざけて妻帯せず、僧のようにストイックな生活であった。だからといって自分の価値観を他者に押し付けるような事は決してせず常に鷹揚だったという。実子はなく死の間際に武蔵の戸口氏より養子 井上四明を迎えた。

## 学風
蘭台は自由な学風を好んだ。「はじめから才能を宿しているのだから他者の学説に頼りすぎて自分を失う事があってはならない。自分の好むところに従ってその長所を伸ばすべきである」として、弟子の個性を尊重した。門弟とあたかも友人のように接して少しも驕ることがなかった。なぜならば、「ひたすらに孔子の道を究めるのであるから、儒者であるためには孔子をもって師とすべきであり、他に子弟関係があろうはずがない」とし、また、「道を同じにするのであるからすなわち朋友であり、単に年長者としてその手助けをするのみである」として、終生その信条を貫いた。
このような自由な学風であったから門下には多くの個性的な俊英が育ち、その後華々しい活躍をしている。

### 主な門弟
- 関松窓 林家員長
- 井上金峨 折衷学の大成者
- 渋井太室 佐倉藩儒官
- 沢田東江 人気書家・戯作者
- 井上四明 義子・岡山藩儒官

### 学問
蘭台は折衷学派の鼻祖とされる。林鳳岡門下でありながら朱子学には批判的であり、荻生徂徠（古文辞学）や伊藤仁斎（古義学）についても批判した。ただひたすら仲尼（孔子）の道を信じ仲尼の学を追究しつづけた。おのずと宋学ではなくそれ以前の古学的な方法に近づき、その結果、徂徠や仁斎によく似た学となった。

### 詩
古文辞派の詩風を是としながらも、いたずらに格調を求めず、平明な詩作を行っている。

### 戯作
蘭台は謹厳な学者だったが、諧謔の精神も持ち合わせ、その才を戯作に発揮している。玩世教主の名で発表した『唐詩笑』と『小説白藤伝』である。ともに金峩道人こと、井上金峨と共同で書いている。『唐詩笑』は明の李攀竜による唐代の詩選集『唐詩選』のパロディ版とも呼べるもので詩編に猥雑な文章を自在に組み入れて笑いを演出している。『小説白藤伝』は中国俗語文で書かれており、荻生徂徠・太宰春台を思わせる人物を登場させている。これらに触発され、門弟の沢田東江も戯作を発表している。

## 著述一覧
- 『馴象俗談』
- 『左伝異名考』校刊
- 『老子経音義』校刊
- 『詩経古註』校刊
- 『山陽行録』紀行文
- 『明七子詩解』注解
- 『周易古註』校刊
- 『唐詩笑』戯作
- 『太申桜記』墨帖(書・三井親和)
- 『小説白藤伝』戯作
- 『陸賈新語』校刊
- 『蘭台先生遺稿』詩文
- 『井上蘭台文稿』詩文

など

## その他
- 宝暦8年（1758年）、蘭台の歯を埋めた瘞歯塚が墨堤の旧牛島神社(東京都墨田区東向島)に建てられた。井上金峨が碑文を撰し、沢田東江が書している。[3]

## 註
1. ↑  生年を宝永2年4月20日とする説あり。本稿は（中野、2004年、85頁）の井上修翁『族籍略』によった。
2. ↑  徳川家宣の侍医 井上通翁の三男として材木町に生まれたとする説あり。森鷗外『伊沢蘭軒』にも通翁の子とされている。本稿は（中野、2004年、86頁）の井上修翁『族籍略』によった。この場合、通翁は祖父にあたる。
3. ↑  （中野、2004年、84頁）にこの碑は昭和40年に中野によって確認され撮影されている。

## 関連文献
- 井上金峨『孝槃堂漫録』第4巻　1782年
- 吉田篁墩『近聞寓筆』　1823年
- 原念斎『先哲叢談』巻8　1816年
- 角田九華『続近世叢語』巻2　1845年
- 『史氏備考』巻13
- 井上四明「井上蘭台先生行状」『事実文編』巻39
- 永忠原 輯『儒林姓名録』　1769年
- 青柳文蔵『続諸家人物誌』　1829年
- 三浦叶『近世備前漢学史』　1958年（昭和33年）